# 长片蕨
长片蕨（学名：Abrodictyum cumingii）为膜蕨科长片蕨属下的一个种。